# Milorad Krivokapić (Wasserballspieler)
Milorad Krivokapić (* 8. Januar 1956 in Bijela) ist ein ehemaliger jugoslawischer Wasserballspieler. Er gewann mit der jugoslawischen Nationalmannschaft je eine olympische Gold- und Silbermedaille und war einmal Weltmeister und Europameisterschaftszweiter.

## Karriere
Der 1,87 m große Milorad Krivokapić spielte zunächst für VK Primorac in Kotor und dann für VK Partizan Belgrad, den jugoslawischen Meister von 1984.
In der Nationalmannschaft bildete Milorad Krivokapić zunächst mit Luka Vezilić ein Torhüterduo. 1979 gewannen die Jugoslawen den Titel bei den Mittelmeerspielen in Split. 1980 bei den Olympischen Spielen in Moskau siegte die sowjetische Mannschaft vor den Jugoslawen und den Ungarn, wobei das 8:7 der Jugoslawen gegen die Ungarn entscheidend war. Die beiden Torhüter Luka Vezilić und Milorad Krivokapić kamen in allen acht Spielen zum Einsatz.
1981 bei der Europameisterschaft in Split gewann die jugoslawische Mannschaft drei von sieben Spielen und belegte damit den vierten Platz, wobei Milorad Krivokapić jetzt zum ersten Torhüter aufgestiegen war. Im Jahr darauf belegten die Jugoslawen den siebten Platz bei der Weltmeisterschaft 1982. 1983 siegte Jugoslawien bei den Mittelmeerspielen in Casablanca. 1984 schlossen die Jugoslawen ihre Vorrundengruppe bei den Olympischen Spielen 1984 in Los Angeles als führendes Team ab. In der Finalrunde gewannen die Jugoslawen alle Spiele mit Ausnahme des Spiels gegen die Mannschaft aus den Vereinigten Staaten, das mit 5:5 endete. Die Jugoslawen erhielten die Goldmedaille wegen des gegenüber dem US-Team besseren Torverhältnisses. Hinter Krivokapić fungierte 1984 Andrija Popović als zweiter Torhüter, der aber nur in einem Spiel mitwirkte.
Im Jahr darauf verloren die Jugoslawen bei der Europameisterschaft in Sofia nur ihr Auftaktspiel gegen Ungarn, gegen die sowjetische Mannschaft spielten die Jugoslawen unentschieden. Am Ende siegte die sowjetische Mannschaft vor den Jugoslawen und der Mannschaft aus der Bundesrepublik Deutschland. 1986 bei der Wasserball-Weltmeisterschaft in Madrid besiegten die Jugoslawen die sowjetische Mannschaft im Halbfinale mit 9:8. Im Finale gewannen die Jugoslawen nach der vierten Verlängerung mit 12:11 gegen die italienische Mannschaft.
Milorad Krivokapić wurde 2014 Präsident des serbischen Wasserballverbandes.